# Actas
Actas Inc. (株式会社アクタス, Kabushiki gaisha Akutasu) est un studio d'animation japonaise situé à Suginami dans la préfecture de Tokyo, au Japon, fondé en juillet 1998. Elle est actuellement une filiale de Bandai Namco Arts, elle-même appartenant à Bandai Namco Holdings.

## Histoire
Actas a été fondée le 6 juillet 1998 par Hiroshi Katō et Jūtarō Ōba, qui travaillaient auparavant pour Tatsunoko Production et Ashi Productions.
Au moment de sa création, la société est principalement un gross uke (ja) pour Tokyo Movie, avant que les productions d'animation principale ne commencent en 2000 avec leur première demande pour la série d'OAV éX-Driver, adaptant le manga de Kōsuke Fujishima.
En 2009, la salle de montage de la société prend son indépendance et est devenue Taguma Editing Room (田熊編集室, Taguma henshū-shitsu). À la suite du décès d'Hiroshi Katō au cours de la même année, Shunpei Maruyama a été nommé comme le nouveau président de la société. Actas avait également un studio d'animation comme filiale, Yūgen gaisha (en) Karaku (有限会社カラク), qui est fusionnée avec la société le 31 août 2017 dont une annonce légale a été publiée le 28 juillet dans le journal officiel japonais, le Kanpō (ja) (官報).
En septembre 2017, Bandai Visual (maintenant Bandai Namco Arts) a acquis Actas et en a fait une filiale à part entière.

## Productions

### Séries télévisées
| Année | Titre                                                | Dates de 1re diffusion | Dates de 1re diffusion | Nb. éps. | Notes |
| Année | Titre                                                | Début                  | Fin                    | Nb. éps. | Notes |
| ----- | ---------------------------------------------------- | ---------------------- | ---------------------- | -------- | --- |
| 1999  | Gozonji! Gekkō kamen-kun (ja)                        | 17 octobre 1999        | 26 mars 2000           | 25       | Basée sur la série télévisée Gekkō kamen.                                                                                             |
| 2000  | Shin Megami Tensei Devichil (ja)                     | 7 octobre 2000         | 29 septembre 2001      | 50       | Basée sur la série de jeu vidéo d'Atlus.                                                                                              |
| 2002  | Shin Megami Tensei Devil Children: Light & Dark (ja) | 5 octobre 2002         | 27 septembre 2003      | 52       | Suite de la série Shin Megami Tensei Devichil ; production des 26 premiers épisodes, le reste des épisodes est confié à Studio Comet. |
| 2003  | Transformers Armada                                  | 10 janvier 2003        | 26 décembre 2003       | 52       | Basée sur la franchise Transformers ; produite par TV Tokyo et NAS (ja).                                                              |
| 2003  | Pluster World (ja)                                   | 3 avril 2003           | 25 mars 2004           | 52       | Produite par TV Tokyo et NAS ; coproduite avec Brain's Base.                                                                          |
| 2003  | Mermaid Melody: Pichi Pichi Pitch                    | 5 avril 2003           | 27 mars 2004           | 52       | Basée sur la série de manga écrite par Michiko Yokote et dessinée par Pink Hanamori ; coproduite avec SynergyJapan.                   |
| 2004  | Transformers Energon                                 | 9 janvier 2004         | 24 décembre 2004       | 52       | Basée sur la franchise Transformers ; roduite par TV Tokyo et NAS.                                                                    |
| 2004  | Mermaid Melody: Pichi Pichi Pitch Pure               | 3 avril 2004           | 25 décembre 2004       | 39       | Suite de Mermaid Melody: Pichi Pichi Pitch ; coproduite avec SynergyJapan.                                                            |
| 2004  | Ore-tachi Ijiwaru Kei                                | 26 décembre 2004       | 3 avril 2005           | 14       | Production de Karaku. |
| 2005  | Ginban Kaleidoscope                                  | 9 octobre 2005         | 25 décembre 2005       | 12       | Production de Karaku. Basée sur la série de light novel écrite par Rei Kaibara et illustrée par Hiro Suzuhira.                        |
| 2006  | Tactical Roar (ja)                                   | 8 janvier 2006         | 2 avril 2006           | 13       | Projet original. |
| 2007  | Kotetsushin Jeeg (ja)                                | 5 avril 2007           | 12 juillet 2007        | 13       | Projet original. |
| 2007  | Moetan (ja)                                          | 8 juillet 2007         | 23 septembre 2007      | 13       | Basée sur une série d'ouvrage de référence pour l'apprentissage de l'anglais publiée par SansaiBooks au Japon.                        |
| 2007  | Bonolon: Fushigina mori no iitsutae (ja)             | 5 novembre 2007        | 10 mai 2008            | 26       | Basée sur le livre jeunesse crée par Tetsuo Hara.                                                                                     |
| 2012  | Girls und Panzer                                     | 9 octobre 2012         | 25 mars 2013           | 12       | Projet media mix (ja). |
| 2013  | Da Capo III                                          | 5 janvier 2013         | 30 mars 2013           | 13       | Production sous le nom de Kazami Gakuen Kōshiki Dōga-bu. Basée sur le visual novel du studio Circus.                                  |
| 2016  | Regalia: The Three Sacred Stars (ja)                 | 7 juillet 2016         | 24 novembre 2016       | 13       | Projet original. |
| 2016  | Long Riders!                                         | 8 octobre 2016         | 5 février 2017         | 12       | Basée sur une série de manga écrite par Longriders et dessinée par Taishi Miyaki.                                                     |
| 2017  | Princess Principal                                   | 9 juillet 2017         | 24 septembre 2017      | 12       | Projet original ; coproduite avec 3Hz.                                                                                                |

### ONA
| Année | Titre                         | Dates de 1re diffusion | Dates de 1re diffusion | Nb. éps. | Notes                           |
| Année | Titre                         | Début                  | Fin                    | Nb. éps. | Notes                           |
| ----- | ----------------------------- | ---------------------- | ---------------------- | -------- | ------------------------------- |
| 2001  | Ajimu: Kaigan monogatari (ja) | 15 juin 2001           | 24 février 2002        | 4        | Projet original.                |
| 2009  | Yutori-chan (ja)              | 29 décembre 2009       | 9 avril 2010           | 25       | Série web produite par BIGLOBE. |

### Films d'animation
| Année | Titre                     | Date de sortie    | Notes                                                  |
| ----- | ------------------------- | ----------------- | ------------------------------------------------------ |
| 2002  | éX-Driver the Movie       | 20 avril 2002     | Suite de la série d'OAV éX-Driver.                     |
| 2010  | Kowarekake no Orgel (en)  | 11 septembre 2010 | Basée sur l'OAV dōjin produit par ElectromagneticWave. |
| 2015  | Girls und Panzer der Film | 21 novembre 2015  | Suite de la série télévisée Girls und Panzer.          |

### OAV
| Année | Titre                                              | Date(s) de sortie                   | Notes                                                                                      |
| ----- | -------------------------------------------------- | ----------------------------------- | ------------------------------------------------------------------------------------------ |
| 2000  | éX-Driver                                          | 25 juillet 2000 - 25 septembre 2001 | Production de 6 épisodes basée sur la série de manga de Kōsuke Fujishima.                  |
| 2002  | éX-Driver: Nina & Rei Danger Zone                  | 20 avril 2002                       | Préquelle d'éX-Driver.                                                                     |
| 2004  | Tales of Phantasia: The Animation                  | 25 novembre 2004 - 24 février 2006  | Production de 4 épisodes basée sur le jeu vidéo Tales of Phantasia.                        |
| 2008  | THE iDOLM@STER Live For You!                       | 28 février 2008                     | Épisode spécial compris avec l'édition limitée du jeu vidéo éponyme de Bandai Namco Games. |
| 2008  | switch                                             | 24 octobre 2008 - 25 février 2009   | Production de 2 épisodes basée sur le manga du duo naked ape.                              |
| 2010  | Mayo elle Otokonoko                                | 26 novembre 2010                    | Court épisode original.                                                                    |
| 2010  | Mazinkaizer SKL (ja)                               | 27 novembre 2010 - 7 avril 2011     | Production de 3 épisodes réadaptant Mazinkaiser.                                           |
| 2014  | Girls und Panzer: Kore ga hontō no Anzio-sen desu! | 25 juillet 2014                     | Production d'un épisode.                                                                   |
| 2015  | Cyborg 009 VS Devilman (en)                        | 11 novembre 2015                    | Crossover de 3 épisodes entre Cyborg 009 et Devilman ; coproduite avec Bee Media.          |
| 2017  | Girls und Panzer das Finale                        | 23 mars 2018                        | Production de 6 épisodes.                                                                  |

### Annotations
1. ↑  Le gross uke (ja) (グロス請け, Gurosu uke?) est une forme de sous-traitance dans les productions d'animation japonaise.

### Sources
1. 1 2 3 4  (ja) « Company », sur Site officiel (consulté le 13 juin 2019)
2. ↑  (ja) Michihiko Suwa, « 実写版映画ヤッターマン », sur Yomiuri TV,‎ 17 février 2019 (consulté le 18 juin 2019)
3. ↑  (ja) National Printing Bureau, « 合併公告 » [« Avis de fusion »] (号外), Kanpō, no 165,‎ 28 juillet 2017, p. 84 (lire en ligne, consulté le 18 juin 2019)
4. ↑  (en) Rafael Antonio Pineda, « Bandai Visual Acquires Girls & Panzer Anime Studio Actas : Company acquires studio to cultivate Girls & Panzer property; studio currently produces Princess Principal », sur Anime News Network, 4 septembre 2017 (consulté le 18 juin 2019)